# Diên Sanh
Diên Sanh là xã của tỉnh Quảng Trị, Việt Nam.

## Địa lý
Thị trấn Diên Sanh nằm ở trung tâm huyện Hải Lăng, cách thành phố Đông Hà 22 km về phía đông nam và cách thành phố Huế 45 km về phía tây bắc theo Quốc lộ 1. Thị trấn có vị trí địa lý:
- Phía đông giáp các xã Hải Định, Hải Phong và Hải Trường
- Phía tây giáp xã Hải Lâm và xã Hải Thượng
- Phía nam giáp xã Hải Trường
- Phía bắc giáp xã Hải Hưng.

Thị trấn Diên Sanh có diện tích 24,60 km², dân số năm 2018 là 8.504 người, mật độ dân số đạt 346 người/km².

## Hành chính
Thị trấn Diên Sanh được chia thành 9 khóm và 2 khu dân cư: các khóm 1, 2, 3, 4, 5, 6, 7, 8, 9 và KDC Tân Diên, Diên Trường.
Có nhiều trường học đang đóng trên địa bàn thị trấn Diên Sanh:
- Trường TH&THCS Bùi Dục Tài - nằm ở đường Bùi Dục Tài
- Trường TH&THCS Hải Thọ - nằm ở đường Trường Chinh, Duy Tân, Trần Hoàn
- Trường TH&THCS Hải Lâm ( điểm trường cơ sở) - nằm ở đường Võ Thị Sáu
- Trường THPT Hải Lăng - 255 Hùng Vương

## Lịch sử
Phần lớn địa bàn thị trấn Diên Sanh hiện nay trước đây vốn là xã Hải Thọ thuộc huyện Hải Lăng.
Ngày 1 tháng 8 năm 1994, thành lập thị trấn Hải Lăng, thị trấn huyện lỵ huyện Hải Lăng trên cơ sở một phần diện tích và dân số của các xã Hải Lâm và Hải Thọ.
Đến năm 2018, thị trấn Hải Lăng có diện tích 2,71 km², dân số là 3.150 người, mật độ dân số đạt 1.162 người/km². Xã Hải Thọ có diện tích 21,89 km², dân số là 5.354 người, mật độ dân số đạt 245 người/km².
Ngày 17 tháng 12 năm 2019, Ủy ban Thường vụ Quốc hội ban hành Nghị quyết 832/NQ-UBTVQH14 về việc sắp xếp các đơn vị hành chính cấp xã thuộc tỉnh Quảng Trị (nghị quyết có hiệu lực từ ngày 1 tháng 1 năm 2020). Theo đó, sáp nhập toàn bộ diện tích và dân số của xã Hải Thọ vào thị trấn Hải Lăng để thành lập thị trấn Diên Sanh.
Ngày 16 tháng 6 năm 2025, Ủy ban Thường vụ Quốc hội ban hành Nghị quyết số 1680/NQ-UBTVQH15 về việc sắp xếp các đơn vị hành chính cấp xã của tỉnh Quảng Trị năm 2025. Theo đó, sắp xếp toàn bộ diện tích tự nhiên, quy mô dân số của thị trấn Diên Sanh, xã Hải Trường, xã Hải Định thành xã mới có tên gọi là xã Diên Sanh.